# Edward Steichen
Edward Steichen (ur. 27 marca 1879 w Bivange, zm. 25 marca 1973 w Redding) – amerykański fotograf i malarz. Wspólnie z Alfredem Stieglitzem i innymi fotografami założył ugrupowanie Foto-Secesja, którego głównym organem było pismo „Camera Work”, publikujące wiele zdjęć Steichena. Ponadto Steichen wykonywał zdjęcia m.in. dla „Vogue’a”. Był kuratorem i organizatorem wystaw, w tym jednej z najważniejszych fotograficznych wystaw XX wieku – Rodzina człowiecza (1955).

## Życie i twórczość
Urodził się w Luksemburgu jako Eduard Jean Steichen. W 1881 roku jego rodzina wyemigrowała do USA i zamieszkała w małej miejscowości Hancock w stanie Michigan. Gdy Steichen miał 10 lat, przeprowadzili się do Milwaukee. Od 1894 r. przez cztery lata uczył się litografii w Milwaukee’s American Fine Art Company oraz równolegle sztuki w ramach Milwaukee’s Art Students League. W tym czasie zainteresował się fotografią i zaczął wykonywać swoje pierwsze zdjęcia. Jedne z jego najwcześniejszych prac – The Lady in the Doorway (1897) i Wood Interior (1898) – były pokazywane na Second Philadelphia Photographic Salon w 1899 r.
W 1900 r. przeniósł się do Nowego Jorku i otrzymał amerykańskie obywatelstwo. Dzięki znajomości z Clarence’em H. White’em poznał Alfreda Stieglitza. W 1901 wyjechał do Paryża, gdzie fotografował Rodina i jego prace. Po powrocie do Stanów Steichen wraz ze Stieglitzem i innymi fotografami założył stowarzyszenie Foto-Secesja. Steichen był autorem okładki pierwszego numeru wydawanego przez Foto-Secesję pisma „Camera Work”. W 1905 wraz ze Stieglitzem otworzył Małą Galerię (tzw. 291) przy Fifth Avenue nr 291, która głównie za jego sprawą stała się miejscem prezentującym najważniejszych współczesnych artystów europejskich, takich jak Paul Cézanne, Henri Matisse czy Pablo Picasso.
Oprócz promowania innych artystów Steichen zajmował się własną twórczością – m.in. eksperymentował z fotografią barwną, a zwłaszcza z autochromami (w technice tej wykonał w 1904 zdjęcie Flatiron). W 1913 opublikowany został podwójny numer „Camera Work”, w całości poświęcony twórczości Steichena, zarówno piktorialnej, jak i bardziej eksperymentalnej. Część z prac była kolorowa.
W 1908 Steichen przeniósł się do podparyskiego Voulangis, gdzie zajmował się uprawą kwiatów. Do Nowego Jorku wrócił po wkrótce po wybuchu I wojny światowej. W 1917 wstąpił do armii, gdzie zajmował się wykonywaniem zdjęć. W 1919 opuścił wojsko i pod wpływem tego, co zobaczył na wojnie, stwierdził, że nie chce dłużej uprawiać fotografii rozumianej jako dziedziny sztuki. Porzucił swoją dotychczasową, piktorialną estetykę na rzecz bardziej nowoczesnych, czasami wręcz abstrakcyjnych, przedstawień martwych natur i przedmiotów, takich jak filiżanka i jajko.
W latach 1923–1938 wykonywał fotografie mody i reklamowe, w tym dla „Vogue’a” i „Vanity Fair”. Dla tego drugiego wykonał portrety Grety Garbo i Marleny Dietrich.
W 1947 r. został dyrektorem działu fotografii Museum of Modern Art w Nowym Jorku. Jego poglądy na fotografię, coraz bardziej zmierzające ku „fotografii humanistycznej”, swoje apogeum znalazły w zorganizowanej w 1955 wystawie Rodzina człowiecza (The Family of Man). Ekspozycja złożona była z 503 zdjęć 273 twórców z 68 krajów, podzielonych na 37 tematów, takich jak miłość, rodzina itp. Pokazywana w Niemczech, Australii, południowej Afryce, Francji, Japonii i ZSRR, przyciągnęła tłumy zwiedzających – łącznie ok. 9 milionów. W ciągu kolejnych lat był kuratorem, organizatorem wystaw i pisał. W 1962 zrezygnował z pracy w muzeum, a rok później opublikował swoją autobiografię, zatytułowaną Steichen, A Life in Photography.
Odznaczony został m.in. Legią Honorową (1919), Medalem Wolności (1963).

## Prace (wybrane)

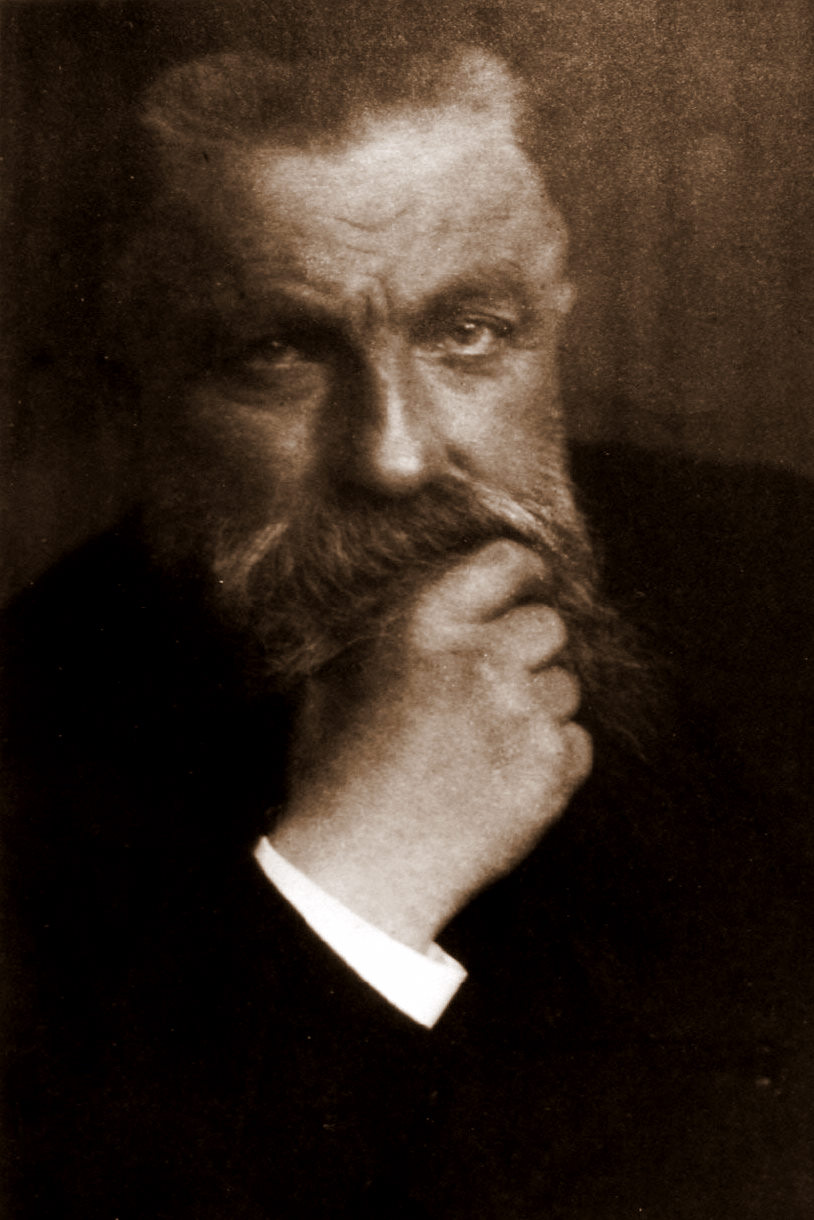
Auguste Rodin E. Steichen, 1902
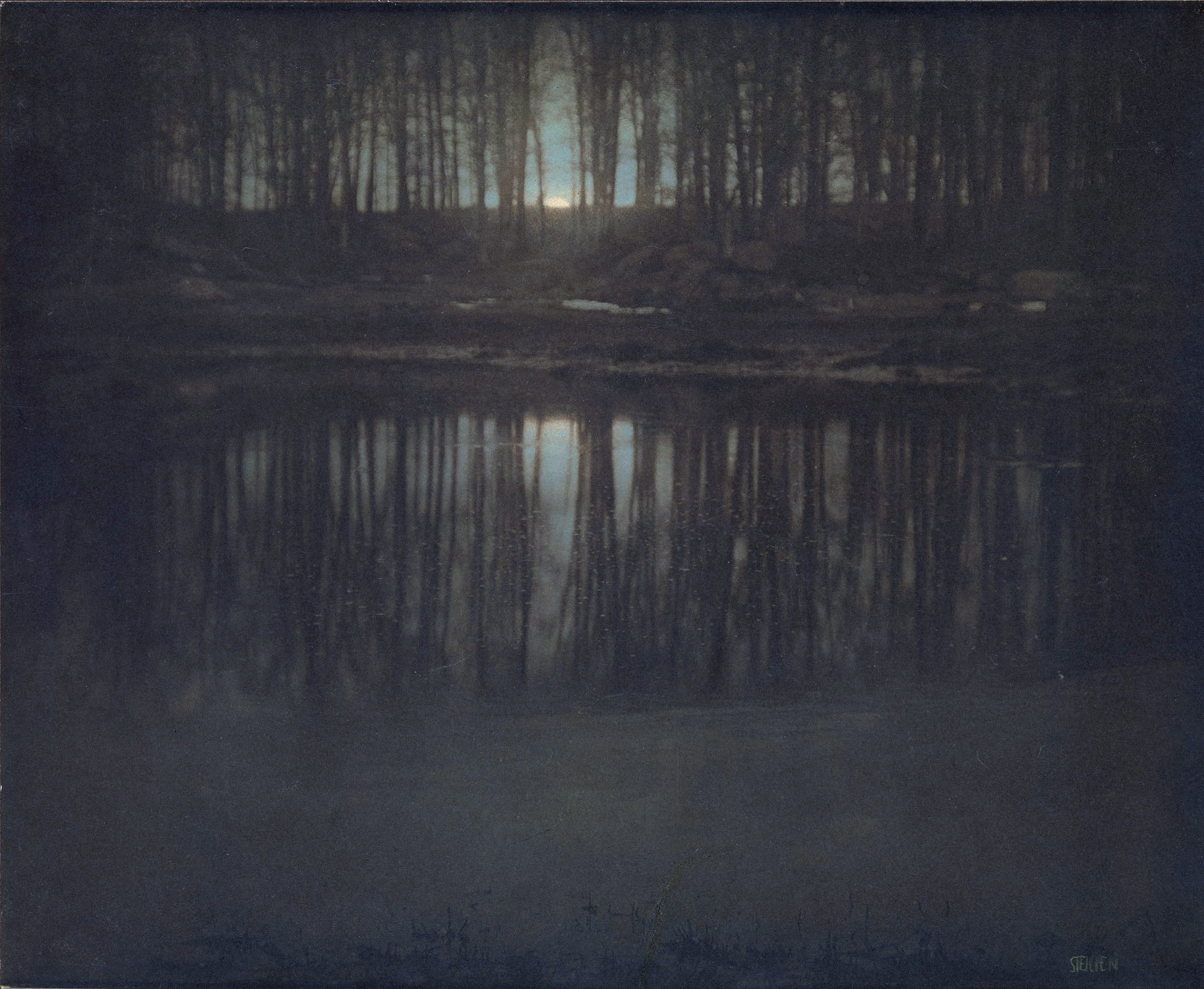
The Pond Moonlight E. Steichen, 1904
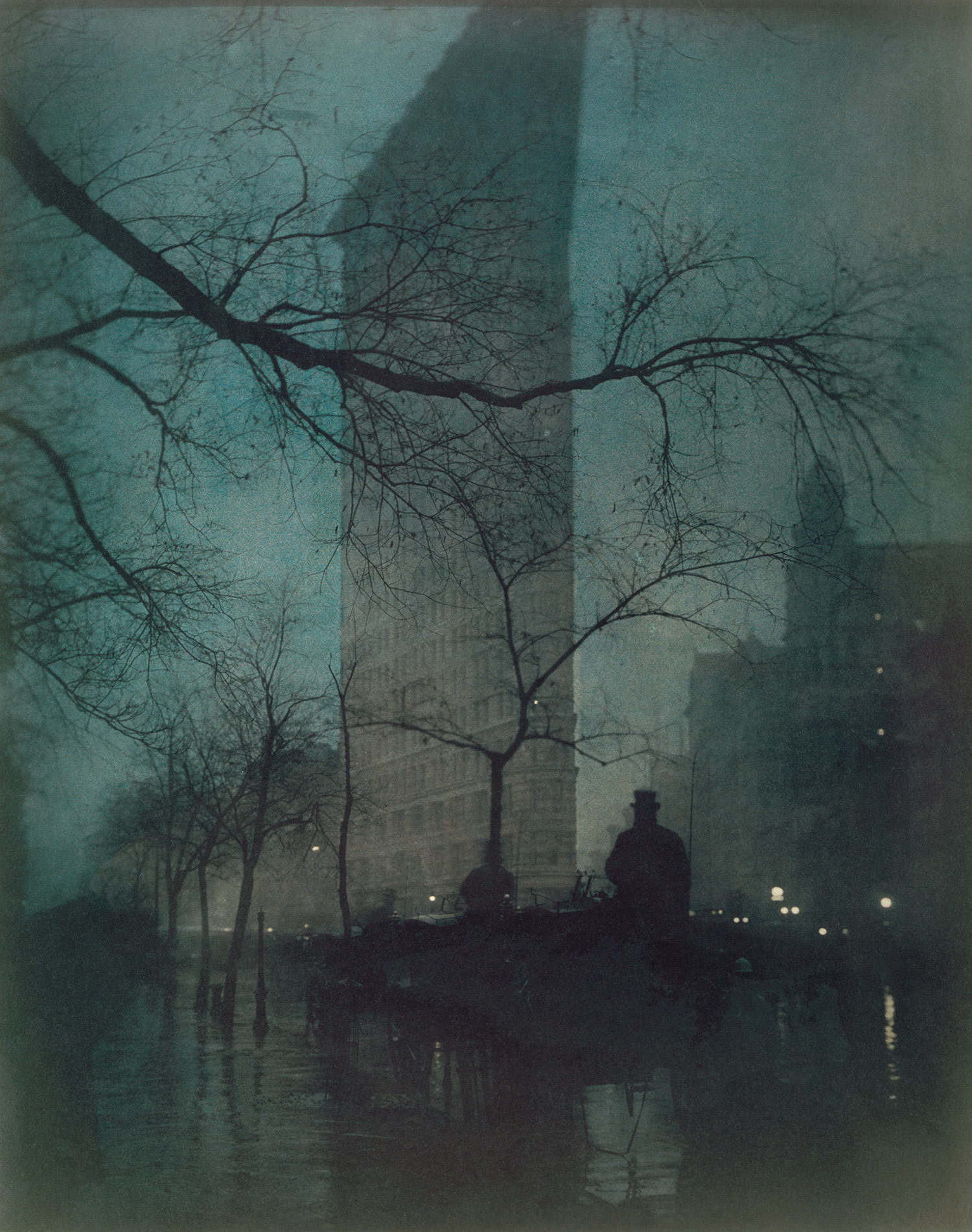
Flatiron E. Steichen, 1904
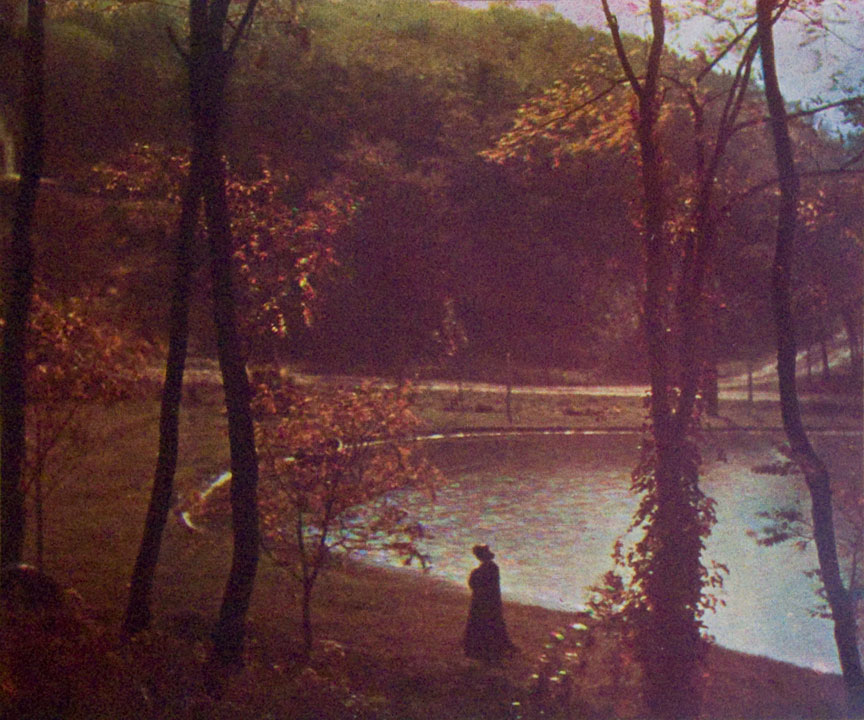
Experiment in Three-Color Photography E. Steichen, 1906
Aerial view of ruins of Vaux, France E. Steichen, 1918
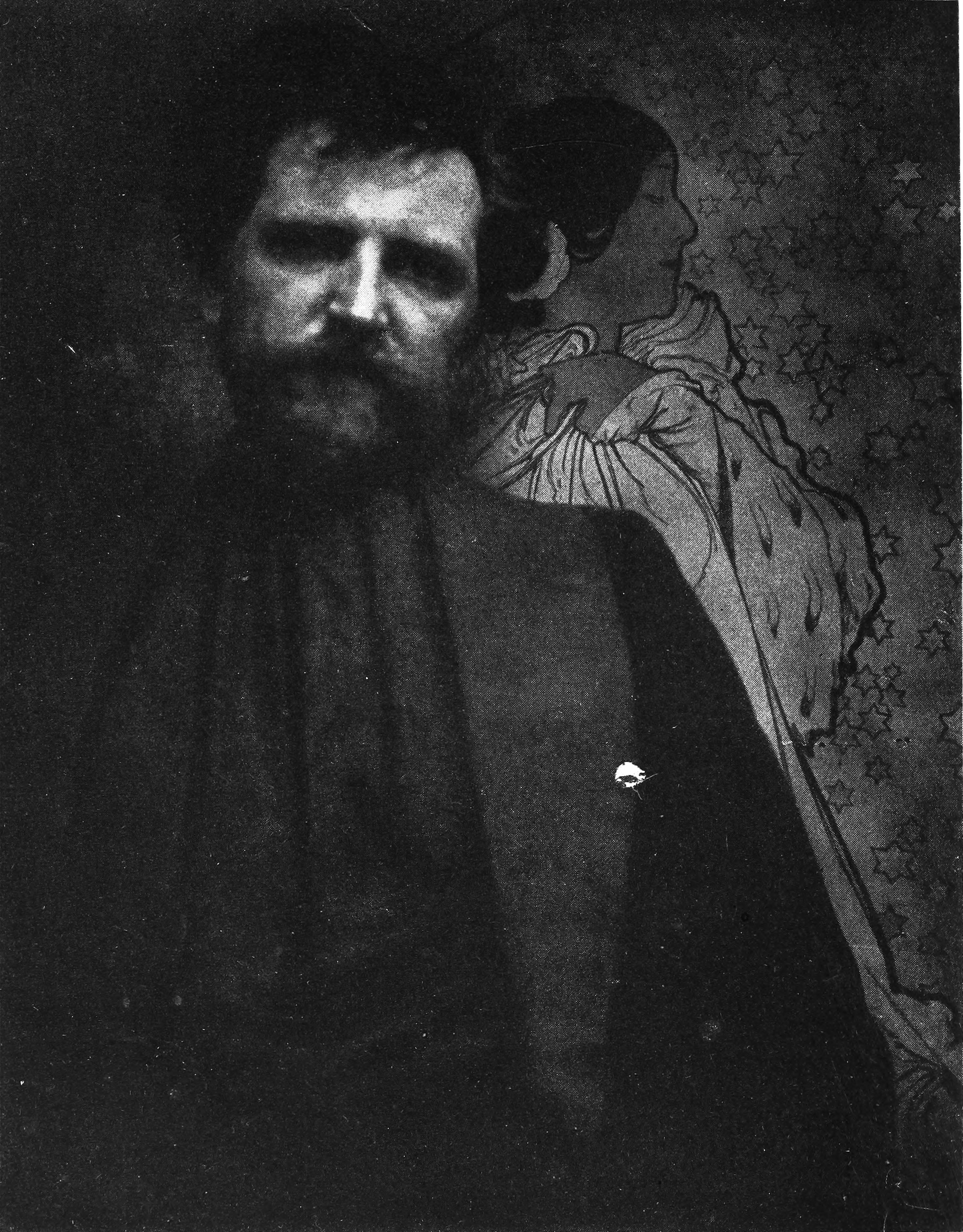
Portrait of Alfons Mucha E. Steichen, 1921
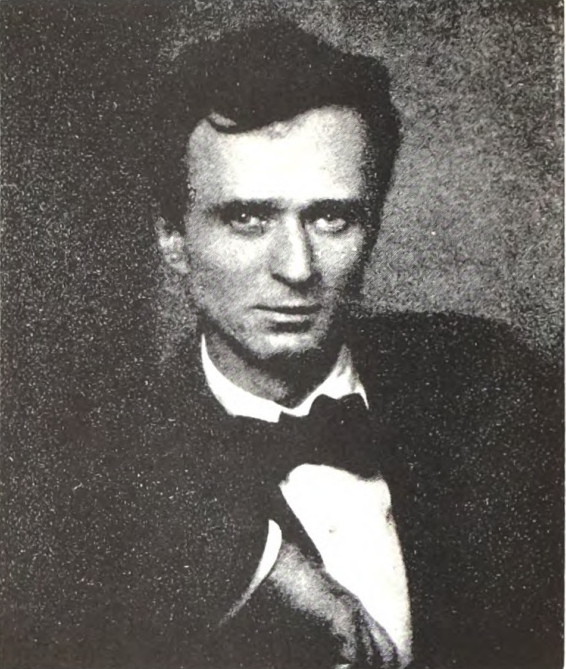
Autoportret E. Steichen, 1923